# Agrisius fuliginosus
Agrisius fuliginosus là một loài bướm đêm thuộc phân họ Arctiinae, họ Erebidae.